# Tratados Franco-Monegascos
Os Tratados Franco-Monegascos de 1861, 1918 e 2002 são os atos diplomáticos que basearam as relações entre a França e o Principado de Mônaco. Os tratados definem o status de independência e soberania de Mônaco, bem como os direitos de sucessão da Casa de Grimaldi.

## Tratado de 1861
O Tratado Franco-Monegasco de 1861 reconheceu a soberania de Mônaco. Anteriormente, conforme definições do Tratado de Viena, o principado era um protetorado do Reino da Sardenha. Com as mudanças no Renascimento, a fundação do novo Reino da Itália e a passagem de Savoia para a França, um novo tratado tornou-se necessário para reconhecer a independência do principado dentro das novas dimensões estatais que o rodeavam.

## Tratado de 1918
Um segundo tratado foi firmado em 17 de julho de 1918, devido à crise de sucessão de Mônaco de 1918, próximo ao fim da Primeira Guerra Mundial. Naquela época, o herdeiro do trono monegasco não tinha filhos legítimos e a possibilidade de seus primos alemães, os Duques de Urach, ocuparem seu trono após sucessão era inaceitável para a França. Foi imposta uma pressão aos monegascas para ratificar as disposições do tratado que autorizaria a França a prevenir tal ocorrência.

## Tratado de 2002
Um terceiro tratado foi firmado em 24 de outubro de 2002. O novo tratado resolveu problemas de soberania suscitados pela revisão da constituição de Mônaco de 2002. Nessa revisão constitucional, aprovada pelo Tratado de 2002, embora somente possa usar a Coroa um membro "nascido" na família Grimaldi, Monaco assume a prerrogativa unilateral de alterar a ordem de sucessão e a independência do principado é explicitamente assegurada. Isso resolveu definitivamente as preocupações monegascas advindas do Tratado de 1918 de que atos dinásticos que afetem a sucessão (como casamentos ou adoções dentro da Casa de Grimaldi reinante) dependessem de consentimento da França, ou de que, em caso de vaga no trono, o principado se tornasse automaticamente um protetorado francês. Com o novo tratado, as preocupações deixaram de existir.